# Dominique Braeckman
Dominique Braeckman (Elsene, 3 maart 1956) is een Belgisch politica van Ecolo.

## Levensloop
Braeckman is beroepshalve leerkracht en was van 1995 tot 1999 ook parlementair attaché voor Ecolo.
Voor Ecolo was ze 2005 tot 2007 tevens gemeenteraadslid van Sint-Gillis. Bovendien was ze van 1999 tot 2014 lid van het Brussels Hoofdstedelijk Parlement.